# Кајманска Острва на Светском првенству у атлетици на отвореном 2022.
Кајманска Острва су учествовала на 18. Светском првенству у атлетици на отвореном 2022. одржаном у Јуџину  од 15. до 25. јула седамнаести пут. Репрезентацију Кајманских Острва представљао је 1 такмичар који се такмичио у трци на 100 метара препоне. , 
На овом првенству такмичар Кајманских Острва није освојио ниједну медаљу нити је остварио неки резултат.

## Учесници
Мушкарци:
- Рашим Браун — 100 м препоне

## Резултати

### Мушкарци
| Атлетичар   | Дисциплина    | Лични рекорд | Квалификације | Квалификације | Полуфинале           | Полуфинале           | Финале               | Финале       | Детаљи |
| Атлетичар   | Дисциплина    | Лични рекорд | Резултат      | Место         | Резултат             | Место                | Резултат             | Место        | Детаљи |
| ----------- | ------------- | ------------ | ------------- | ------------- | -------------------- | -------------------- | -------------------- | ------------ | ------ |
| Рашим Браун | 110 м препоне | 13,53        | 13,78         | 6. у гр. 3    | није се квалификовао | није се квалификовао | није се квалификовао | 31 / 38 (40) |        |